# Eupalamus wesmaeli
Eupalamus wesmaeli är en stekelart som först beskrevs av Thomson 1886.  Eupalamus wesmaeli ingår i släktet Eupalamus och familjen brokparasitsteklar. Arten är reproducerande i Sverige. Inga underarter finns listade i Catalogue of Life.